# 淡路麺業
淡路麺業株式会社（あわじめんぎょう）は、兵庫県淡路市にある生パスタメーカー。

## 事業内容
生パスタ製造業、地域活性化業、お客様繁盛支援業としている。
生パスタの開発・製造・販売。パスタソース類の製造販売。ホテル、外食チェーン店、イタリアンレストラン、パスタ専門店、カフェに販売している。生パスタは国内製パスタマシーンを導入し特徴ある商品開発と製造販売によりイタリアンレストランの生パスタの製造を行い日本全国に販売している。

## 沿革
淡路麺業株式会社の前身は1909年、旧津名町志筑で氷室幸次郎が開業したうどん店「氷室商店」である。氷室商店では店舗でうどんを供する一方で、うどん玉、スープ、具材などをテイクアウトで販売していた。この販売事業が基礎となり、麺類の製造卸売を事業内容とする淡路麺業株式会社が淡路島内5事業所が集まって1968年に設立された。当時はチルド麺、生麺、手打ち麺が主体で、主な販売先は八百屋、食堂、学校給食などであった。
2007年、淡路島以外への販路拡大策として生パスタの製造を開始した。製品開発は手打ち麺の技術がこれに生かされた。これは外食においてうどん・そば・ラーメンは生麺が用いられているにもかかわらず、パスタだけが乾麺が用いられていたことに着目した参入であった。当時外食向けの生パスタは競合も少なく、高級品から廉価品まで製品ラインを拡充するとともに、販路を関西一円からはじまり全国47都道府県にまで一気に広がっていった。
麺類以外の製品として地元食材を使用した生パスタ専用のパスタソースの商品開発を進め、これを販売をしている。
また地域活性化業として地元食材ツアーを組んで、生産者とシェフをつなげる取り組みを積極的に行っている。
お客様繁盛支援業としてパスタ調理講習、販促提案、食材紹介など幅広く手がけている。
- 1909年4月 - 氷室幸次郎により旧津名町志筑に個人経営として｢氷室商店｣が創業される。
- 1968年4月 - 麺類の製造及び卸売業として淡路麺業株式会社を設立。
- 1977年 - 二代目社長中山茂就任。
- 1990年 - 別会社株式会社いづも庵を設立。
- 1993年 - 出雲勉氏が全株式を取得。
- 1994年 - 四代目社長出雲勉就任。
- 2007年12月 - 生パスタの開発・製造・販売を開始。
- 2008年1月- 五代目社長出雲文人就任。
- 2012年1月- 生パスタ工房tuttopiattoオープン。
- 2015年 - 本社工場及び生パスタ工房を淡路市生穂新島に新築移転。生パスタ工房tuttopiattoをPasta Fresca DAN-MENに改名。

## 取扱商品
生パスタ・ショートパスタ・パスタソース

## 関連会社
- 株式会社いづも庵